# Israelische Kultur
Israels Kultur ist untrennbar verbunden mit der Jüdischen Kultur. Der am 14. Mai 1948 gegründete Staat Israel ist aufgrund seiner jüdischen Bevölkerungsmehrheit wesentlich von diesen deutlich älteren kulturellen Traditionen geprägt.
Der folgende Artikel beschäftigt sich trotz der engen Verbindung nur mit kulturellen Aspekten des modernen Staates Israel.

## Allgemeiner Überblick
Die heutige Bevölkerung Israels stammt aus mehr als 100 Ländern auf 5 Kontinenten. Dadurch ist die israelische Gesellschaft reich an kultureller Vielfalt und künstlerischer Kreativität.
Im Land finden Künstler gute Rahmenbedingungen vor und werden auch von der Regierung unterstützt.
Eine große Rolle spielt die Musik. Das Philharmonische Orchester Israels tritt im ganzen Land auf und reist auch oft für Konzertreisen ins Ausland. Das Jerusalemer Symphonieorchester, das Orchester des Israelischen Rundfunks und andere Ensembles gehen ebenfalls auf Konzertreisen. Fast jede Gemeinde hat ein Kammerorchester oder -ensemble. Viele Musiker kamen erst in den letzten Jahren aus den Staaten der früheren Sowjetunion.
Von großer Bedeutung ist der Volkstanz, der vom kulturellen Erbe vieler Immigrantengruppen profitiert. Israel hat mehrere professionelle Ballett- und Modern-Dance-Kompanien. Für das Theater besteht großes Interesse; das Repertoire umfasst die ganze Bandbreite des klassischen und zeitgenössischen Dramas in Übersetzungen, außerdem Stücke einheimischer Autoren. Ha-Bimah, eine der drei wichtigsten Theaterkompanien, wurde 1917 in Moskau gegründet und befindet sich seit 1931 in Tel Aviv.
In Israel sind viele Künstler ansässig; aktive Künstlerkolonien bestehen in Safed, Jaffa und En Hod. Israelische Maler und Bildhauer stellen ihre Werke weltweit aus und verkaufen sie auf dem internationalen Markt.
Bemerkenswert vielfältig ist Israels Museumslandschaft. Haifa, Tel Aviv und Jerusalem haben bekannte Kunstmuseen, in vielen Städten und Kibbuzim besteht eine Vielzahl kleinerer Museen, die sich einer großen Bandbreite von Themen widmen, beispielsweise das Haus der Ghettokämpfer im Kibbuz Lochamej haGeta’ot. Zu den bekanntesten Museen zählen das Israel Museum in Jerusalem, das die Schriftrollen aus Qumran am Toten Meer sowie eine umfangreiche Sammlung jüdischer religiöser Kunst und Volkskunst beherbergt, das Holocaust-Museum Yad Vashem in Jerusalem und das Diasporamuseum auf dem Campus der Universität Tel Aviv.
Sehr vielfältig ist Israels Zeitungsmarkt. Israelis gelten als interessierte Zeitungsleser; insgesamt wird eine durchschnittliche Auflage von 600.000 Stück erreicht. Die wichtigsten Tageszeitungen erscheinen in Hebräisch, allerdings sind auch Zeitungen in vielen anderen Sprachen, unter anderem Arabisch, Englisch, Polnisch, Französisch, Jiddisch, Russisch, Ungarisch und Deutsch erhältlich.

## Bildhauerei
Insbesondere in Israels Künstlerkolonien sind viele Bildhauer ansässig. Bekannte Künstler sind:
- Igael Tumarkin (1933–2021)
- Dani Karavan (1930–2021)
- Yaacov Agam (* 1928)
- Menashe Kadishman (1932–2015)

## Musik
Die israelische Musik ist sehr vielseitig; sie kombiniert Elemente westlicher und östlicher Musik. Erkennbar sind eine Tendenz zum Vermischen verschiedener Stile, Einflüsse aus der Diaspora und von neueren Musikstilen wie chassidischen Liedern, asiatischer und arabischer Popmusik, Hip-Hop oder Heavy Metal.

### Volksmusik
Israelische Volksmusik wird auf Hebräisch häufig mit Shirei eretz Yisra'el ha-yafa (שירי ארץ ישראל היפה – "Lieder des schönen Landes Israel") bezeichnet. Volkslieder werden hauptsächlich öffentlich oder bei gesellschaftlichen Gelegenheiten gesungen. Bei einigen handelt es sich um Kinderlieder, andere kombinieren europäische Volksweisen mit hebräischen Texten. Wieder andere stammen von Militärmusik ab oder wurden von Dichtern wie Naomi Schemer und Chaim Nachman Bialik geschrieben. Diese Lieder beziehen sich oft auf zionistische Vorstellungen und handeln von dem Aufbau des neuen israelischen Staates. Tempo und Inhalt variieren recht stark. Einige Lieder spiegeln linke oder rechte politische Einstellungen, andere sind zum Beispiel Liebeslieder oder Wiegenlieder. In Liedern, die im Kibbuz gesungen werden, erscheint auch der Sozialismus als Thema.
Patriotische Lieder sind ebenfalls verbreitet; sie wurden meist während der Nahostkriege, in die Israel involviert war, verfasst.
Bekannte Sänger sind:
- Shoshana Damari (1923–2006)
- Yehoram Gaon (* 1939)
- Ha-Givatron
- Arik Lavi
- Nahal
- Naomi Schemer (1930–2004) (Jerushalajim schel Sahav – Jerusalem aus Gold)
- Sarale Sharon
- Yafa Yarkoni (1925–2012)
- Esther Ofarim (* 1941)

### Klassische Musik
Israel ist bekannt für seine klassischen Orchester. Besonders das Israel Philharmonic Orchestra unter der Leitung von Zubin Mehta hat weltweite Berühmtheit erlangt.
Da Israel für Christen als Heiliges Land gilt, findet man hier außerdem viele Kirchen und Kirchenmusik aller Arten einschließlich gregorianischem Gesang.
Bekannte Künstler sind:
- Daniel Barenboim (* 1942)
- Itzhak Perlman (* 1945)
- Amir Katz (* 1973)

### Rock
Israelische Rockmusik ist seit den frühen 1980er Jahren die dominante Musikkultur in Israel. Dies wird zum Beispiel dadurch erkennbar, dass Musikpreise israelischer Medien, wie die Auszeichnung „bester“ Sänger, meist an Künstler vergeben werden, deren Karrieren mit israelischem Rock assoziiert werden. Bekannte israelische Rockmusiker sind Arik Einstein, Yehuda Poliker, Shalom Hanoch und Shlomo Artzi.
Bekannte Bands:
- Kaveret
- Mashina
- HaYehudim (Die Juden)
- Ethnix
- Rockfour
- Synergia

"Soft Rock"-Musiker:
- Aviv Geffen (* 1973)
- Rita (* 1962) & Rami Kleinstein
- Ivri Lider (* 1974)
- Shlomo Artzi (* 1949)

### Pop
- Tsvika Pik, Liedermacher
- Dana International (* 1972), Eurovisions-Gewinnerin
- Maya Buskila
- Miri Mesika (* 1978)
- Roni Duani (* 1986)
- Hi-Five
- Shiri Maimon (* 1981)
- Ninet Tayeb (* 1983)
- Monica Sex

### Metal und alternativer Rock
Seit den 1980er Jahren hat Israel eine aktive Underground-Szene von alternativen Künstlern, die Death Metal, Doom Metal, Punk und Gothic Rock spielen. Am bekanntesten sind die Bands Salem und Orphaned Land; beide kombinieren Metal- und orientalische Elemente mit harten Gitarrenriffs und Texten, die sich auf israelische Themen Holocaust und den Israelisch-palästinensischen Konflikt konzentrieren. Die Überblendung von orientalischer jüdischer Musik und Doom Metal wird Oriental Metal genannt.
Bands:
- Bishop of Hexen
- Salem
- Orphaned Land
- The Fading
- Hammercult

### Ethnische Musik
- Ofra Haza (1957–2000)
- Ehud Banai
- Gali Atari (* 1953)
- Achinoam Nini (* 1969), bekannt auch unter dem Kurznamen "Noa"
- Yehuda Poliker (* 1950)
- Shirel

- Einen besonderen Stilmix pflegt der junge Musiker Idan Raichel. In seine Combo "HaProjekt schel Idan Raichel" (dt.: „Idan Raichels Projekt“) lädt er sich Künstler mit israelischen, arabischen und vor allem äthiopisch-afrikanischen Wurzeln ein; seine Musikstücke vereinen Elemente dieser Kulturen. Auf seiner aktuellen CD und der Open Air Tour im Sommer 2005 gab sogar die bekannte israelische Sängerin Shoshana Damari ein Gastspiel.

### Orientalische Musik
Die mediterrane Musik, auf Hebräisch "Misrachit" מיזרחית ("Oriental") genannt, ist ein orientalischer Musikstil, der vor allem bei den orientalischen Juden (Mizrahim) beliebt ist, die aus arabischen Ländern nach Israel kamen. Dieser Stil ist von einer modernisierten Adaption arabischer Musik und vom San-Remo-Stil gekennzeichnet, der traditionelle Instrumente wie die Oud verwendet, aber gleichzeitig auch Violinen und elektronische Musikinstrumente einsetzt. Vor allem der Gesang dieser Stilrichtung ist bekannt (Silsulim).
Vertreter:
- Sohar Argov (1955–1987)
- Eyal Golan (* 1971)
- Haim Moshe (* 1955)
- Amir Benayoun (* 1975)
- Sarit Hadad (* 1978)
- Rinat Bar (* 1984)
- Eden Ben Zaken (* 1994)

Bis in die 1980er Jahre war diese Musik ein Underground-Stil und von der dominanten europa-orientierten Elite (Aschkenasim) nicht akzeptiert. Der große Durchbruch gelang Zohar Argov. Danach wurde die Musik populär.

### Hip-Hop
Subliminal & the Shadow (Kobi Shimoni und Yossi Eliasi), auch SHI 360 gelten als die bekanntesten israelischen Hip-Hop-Künstler. Sie blieben populär, obwohl sie von vielen abgelehnt werden. Weitere Vertreter dieser Musik sind der israelische Araber NWR und politisch links einzuordnende Künstler wie Hadag Nahash und Muki.

### Psychedelic Trance
Zurzeit ist Israel eines der wichtigsten Ursprungsländer des sog. Goa-Trance. Diese Stilrichtung der elektronischen Musik ist in Israel so populär, dass sich mitunter Psytrancemusik in den Radio-Charts europäischer Sender wiederfindet. Die in Israel produzierte Psytrancemusik ist so charakteristisch, dass oft auch von "Isratrance" gesprochen wird.
International bekannte Künstler (Auswahl) sind:
- Infected Mushroom (Erez Eizen, Amit Duvdevani)
- Sesto Sento (Matan Kadosh, Avyram Saharay, Itai Spector)

## Lyrik, Film und Theater

### Lyriker
- Avraham Shlonsky (1900–1973)
- Leah Goldberg (1911–1970)
- Nathan Alterman (1910–1970)

### Filmszene
Die ehemals provinzielle israelische Filmindustrie ist seit Anfang der 2000er Jahre weltweit anerkannt. Der mit FSK 16 eingestufte deutsch-israelischer Spielfilm Liebesleben (hebräisch חיי אהבה) aus dem Jahre 2007 Maria Schrader erhielt mehrere regionale Filmpreise und basiert auf dem gleichnamigen Bestseller von Zeruya Shalev. Wichtigster Filmpreis ist der Ophir Award.

### Filmemacher
- Ephraim Kishon (1924–2005) – Kein Wort zu Morgenstein (Af Milah L`Morgenstein), Sallah Shabati, Erwinka, Der Blaumilchkanal (Te`alat Blaumilch), Schlaf gut Wachtmeister (HaShoter Azulai), Der Fuchs im Hühnerstall (HaSha´al B`lool Hatarnagalot)
- Amos Gitai (* 1950) – Kadosh, Kedma, Alila
- Dover Kazawashwily – Late Wedding
- Boaz Davidson (* 1943)
- Avi Mograbi (* 1956)
- David Perlov
- Assi Dayan (1945–2014) – Givat Halfon Eina Ona, Life according to Agfa, A Whale in Sharton beach.
- Uri Zohar (1935–2022) – Lul, Metzitzim, Hor BaLevana
- Eran Riklis (* 1954) – Die syrische Braut
- Joseph Cedar (* 1968) – Campfire, Time of Favor
- Eytan Fox (* 1964) – Das Lied der Sirene (Shirat Ha'Sirena), Yossi & Jagger, Walk on Water (Lalechet Al Hamaim), The Bubble (Habuah)

### Dramenautoren
- Moscheh Ya’akov Ben-Gavriêl (1891–1965)
- Hanoch Levin (1943–1999) – Bathtub Queen, Hefetz
- Edana Mazie – Herodes
- Anat Gov
- Joshua Sobol (* 1939)

### Schauspieler
- Chaim Topol (1935–2023) – Sallah Shabati, James Bond
- Yael Abekasis (* 1967) – Kadosh, Alila
- Gila Almagor (* 1939)
- Natalie Portman (* 1981) – Léon, Star Wars – Episode I, Episode II & Episode III
- Mili Avital (* 1972)
- Arik Einstein (1939–2013) – Lul, Metzitzim
- Raz Degan (* 1968) – Titus, Alexander
- Assi Dayan (1945–2014) – Campfire, Time of Favor

### Kabarettisten, Satiriker
- Hagashash Hachiver – הגשש החיוור.
- Ephraim Kishon (1924–2005)
- Efraim Sidon
- Orna Banay
- Eli Yatzpan
- Tuvya Tzafir
- Tal Fridman
- Shaike Ofir

## Bibliothekswesen
Das frühe israelische Bibliothekswesen entstand durch die 1892 gegründete Jüdische National- und Universitätsbibliothek (JNUL), die auch bis in die 1930er Jahre die einzige Ausbildungseinrichtung für Bibliothekare war. Erst danach bildeten sich weitere Bibliotheksschulen, doch JNUL konnte ihre Position als eine der ersten Ausbildungseinrichtungen für Bibliothekare durch andere Vorgehensweisen insbesondere in der Sacherschließung behaupten. Die vorherrschende Mehrsprachigkeit durch Einwanderung von Juden aus Europa und der ganzen Welt resultierte in zwei Amtssprachen: Hebräisch und Arabisch.
Hebräisch als neu oder wiedereingeführte Landessprache für alle in Israel lebenden Juden und Arabisch für die Palästinenser.
Dazu kommt noch Englisch als Sprache der ehemaligen Kolonisatoren, der Briten, und nach dem Zerfall der Sowjetunion vermehrt Russisch durch Einwanderer aus der GUS.
Die Verwendung einer künstlichen Zahlensprache statt einer natürlichen Sprache erleichterte die Sachkatalogisierung und war eine ideale Lösung, mehrsprachige Literaturbestände zu erschließen und sie den Bibliotheksbenutzern zugänglich zu machen.
Die Universitätsbibliothek Haifa war dann die erste, die sich aus Arbeits- und Kostengründen entschloss, die schon vorhandenen
Schlagwörter der Library of Congress (LoC) zu verwenden, der sich infolge andere Universitätsbibliotheken anschlossen, mit denen die Jüdische National- und Universitätsbibliothek verbunden ist.
Das Bibliothekswesen in Israel entwickelte sich verstärkt unter Einwanderung deutscher Buchexperten nach 1933. Der erste Direktor der Jüdischen National- und Universitätsbibliothek war Hugo Shmuel Bergmann, der ehemals an der deutschsprachigen Karlsuniversität in Prag tätig war. Bergmann baute die Sammlungen dementsprechend auf und beauftragte für die einzelnen Bereiche Spezialisten. Für die Hebraica-Sammlung konnte er den jungen Gershom Scholem gewinnen. Auch der zweite Direktor war ein Deutscher, Gotthold Weil, der seine Stellung in der Preußischen Staatsbibliothek in Berlin verlor. Ab 1949 übernahm die Position der ebenfalls aus Deutschland stammende Curt Wormann. Er prägte das israelische Bibliothekssystem nachhaltig, wurde aber dafür kritisiert, dass es zu unflexibel auf die Bedürfnisse der Neueinwanderer und die Anforderungen der Masseneinwanderungen nach der Staatsgründung reagierte. Dabei sollte jedoch zwischen den einzelnen Bibliotheken und ihrem Zweck unterschieden werden. Bezüglich der für die Öffentlichkeit gedachten Stadtbibliotheken Tel Avivs mag das zutreffend sein, die National- und Universitätsbibliothek musste jedoch an den internationalen wissenschaftlichen Standard anschließen. Einer der profiliertesten Bibliothekare der JNUL von 1940 bis 1964 war Felix Weltsch, enger Freund Wormanns, Bergmanns und Kafkas aus Prager Zeiten. Er war tätig im Katalog, beriet die JNUL bei Ankäufen, im Dezimalsystem und in der Ausbildung von Bibliothekaren.
Ein Pflichtexemplargesetz bestand seit 1953, welches im Jahre 2001 erneuert wurde. Die alte Regelung bezog sich lediglich auf Bücher, Zeitschriften und Zeitungen; nun aber auch auf CDs, Videos, Audiokassetten usw. Netzressourcen sind weiterhin ausgeschlossen. Das Pflichtexemplargesetz legt die Abgabe an insgesamt fünf Institutionen fest. Diese sind die State of Israel Archives, die Library of the Knesset, die Ministry of Education und die Jewish National and University Library (JNUL), die zwei Exemplare erhält.
Das Israeli Center for Libraries (ICL) gibt jährlich einen Katalog registrierter Periodika auf CD-ROM und als Online-Version heraus. Bislang sind um die 4800 ISSN in Israel vergeben worden.
Der israelische Staat verfügt über ein dichtes Netz von Bibliotheken in Großstädten sowie auf dem Land, die alle durch das Internet miteinander verbunden sind.